# Поглинальна здатність довкілля
Абсорбційна, поглинаюча здатність, ємність довкілля — здатність довкілля асимілювати (засвоювати) відходи господарської діяльності. Коли навантаження на довкілля, що викликається  відходами або  викидами, перевищує абсорбційну здатність довкілля, або коли при екологічній  асиміляції знижується якість чи кількість «товарів» і «послуг», що надаються природним середовищем, тоді говорять, що йому завдається шкода.